# Лемке, Михаил Константинович
Михаил Константинович Лемке (31 октября [12 ноября] 1872, Демянск, Новгородская губерния — 18 августа 1923, Петроград) — российский историк русской журналистики, цензуры и революционного движения.

## Биография
Родился 31 октября (12 ноября) 1872 года в семье отставного штабс-капитана.
Учился во 2-м Санкт-Петербургском кадетском корпусе, затем — во 2-м Константиновском военном училище, окончив которое в 1893 году стал служить офицером 1-го Невского пехотного полка, расквартированного в Смоленской губернии. С 1894 года стал размещать статьи по военной тематике в различных журналах.
В 1898 году в чине поручика вышел в отставку и получил место заведующего редакцией газеты «Орловский вестник». Публикуя статьи в этой газете, он также печатался в столичных изданиях: «Санкт-Петербургских ведомостях», «Русском богатстве», «Образовании», «Мире Божьем», «Былом», «Современном мире», «Русских ведомостях» и других журналах и газетах. Подготовил Указатель содержания к восьми русским журналам, а в 1900 году «Указатель новейшей русской журналистики» — оба не были изданы.
В 1901—1902 годах — редактор «Приднепровского края» (Екатеринослав); в 1903—1904 — заведующий историческим отделом книгоиздательства М. В. Пирожкова; в 1906 — редактор библиографического журнала «Книга».
В 1906—1917 годах был управляющим типографией и книжным складом М. М. Стасюлевича.
Участник Первой мировой войны. В августе 1914 года был призван на службу и назначен в 312-ю пешую Петроградскую дружину государственного ополчения командиром 3-й роты, затем — начальник полковой учебной команды 436-го пехотного Новоладожского полка; штабс-капитан. С 25 сентября 1915 по 2 июля 1916 года — военный цензор в ставке Верховного Главнокомандующего.
После февральской революции, в 1917—1918 годах был управляющим Экспедицией Заготовления Государственных Бумаг (ЭЗГБ). С 1919 года — член центральной редколлегии Госиздата. В 1920—1921 годах был одним из редакторов журнала «Книга и революция»; затем — председателем правления треста «Петропечать»: незадолго до смерти, в 1922 году вступил в РКП(б). 
Лемке занимался главным образом эпохой Николая I и 60-х годов — Герценом, Чернышевским, Серно-Соловьевичем, сатирической журналистикой, Писаревым и пр. Интересы его были направлены преимущественно на историю цензуры и борьбы русского абсолютизма с революционными и прогрессивными течениями общественной мысли, а не на самый анализ явлений литературы и журналистики. Лемке был не исследователем, а скорее собирателем исторических материалов; социальный смысл описываемых фактов он или вовсе игнорировал, или оперировал лишь самыми общими понятиями, как «революционный», «реакционный» и т. д. В его книгах наиболее ценны документы первостепенной важности, извлечённые им из разных архивов (III Отделения, Сената и др.).
Под редакцией Лемке вышли: «Записки и дневник» А. Никитенко (изд. 2-е, СПб., 1905); «Полное собрание сочинений Н. А. Добролюбова» (4 тт., СПб., 1911); «М. М. Стасюлевич и его современники в их переписке» (СПб., 1911—1913; вышло 5 тт.); а также «Полное собрание сочинений и писем А. И. Герцена» (22 тт., 1915—1925), в котором было помещено много затерянных и вовсе до тех пор ненапечатанных произведений Герцена и ценный, несмотря на ряд ошибок, фактический комментарий.
Умер 18 августа 1923 года. Похоронен на Смоленском православном кладбище Санкт-Петербурга.

### Книги Лемке
- Думы журналиста. — СПб., 1903.
- Н. М. Ядринцев. — СПб., 1904.
- Очерки по истории русской цензуры и журналистики XIX ст. — СПб.: Книгоиздательство М. В. Пирожкова, 1904.
- Эпоха цензурных реформ. — СПб., 1904.
- Дело Д.И. Писарева. — СПб., 1906.
- Политические процессы М. И. Михайлова, Д. И. Писарева и Н. Г. Чернышевского. — СПб.: Изд. О. Н. Поповой, 1907.
  - Переиздание: Политические процессы в России 1860-х гг. — М.; Петроград, 1923.
- Очерки освободительного движения 60-х гг. — СПб., 1908.
- Николаевские жандармы и литература: 1826—1855. — СПб., 1908. (изд. 2-е, 1909)
- Почему основано Всероссийское общество книжного дела. — СПб., 1912.
- Автобиография Лемке // Словарь членов Общества любителей российской словесности. — СПб., 1911; // Русские ведомости. — М., 1913.
- Лемке М. 250 дней в царской ставке (25 сент. 1915 — 2 июля 1916). — Петроград: ГИЗ, 1920. — 859 с.
  - Переиздание — Минск: Харвест, 2003. — ISBN 985-1-309621

### Отзывы и рецензии на работы Лемке
- О «Думах журналиста»: Ветринский Ч., «Образование», 1903, VII.
- Рецензия на «Очерки по истории русской цензуры и журналистики XIX ст.»: Ашевский С., «Мир божий», 1904, IV; Морозов П., «Образование», 1904, VII.
- Рецензия на «Очерки освободительного движения 60-х гг.»: Сватиков С., «Минувшие годы», 1908, IV.
- Рецензии на «Николаевские жандармы»: Каллаш В., «Весы», 1908, III; Щеголев П., «Минувшие годы», 1908, II.
- Рецензия на «250 дней в царской ставке»: «Книга и революция», 1921, VIII—IX.
- О собр. сочин. Герцена: Козловский Л., «Голос минувшего», 1918, IV—VI; Водовозов В., Статья в «Сб. материалов и статей», «Главное управление архивными делами», выпуск 1, М., 1922; Пиксанов Н., «Печать и революция», 1925, V—VI. Рец. на «Политические процессы»: Козьмин Б., «Печать и революция», 1924, I.

## Награды
- Орден Святого Станислава III-й степени (ВП от 24.10.1915)
- Орден Святой Анны III-й степени (ВП от 20.12.1915)
- Орден Святого Станислава II-й степени (ВП от 26.04.1916)